# اتفاقية التضامن العربي عام 1957

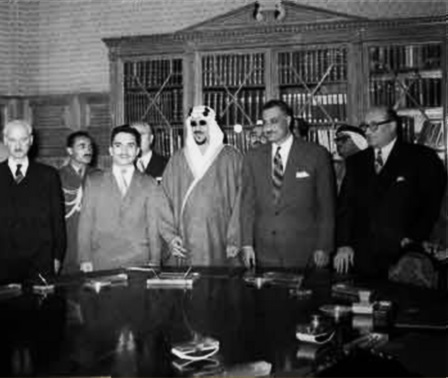
مع الرئيس جمال عبدالناصر وملك السعودية خلال توقيع اتفاقية التضامن العربي عام 1957'

اتفاقية التضامن العربي هي اتفاقية تمّ توقيعها بين مصر وسوريا والأردن والسعودية، في 19 كانون الثاني 1957م وقد جاء في ديباجتها: " إن تحقيق هذا التضامن خطوة إيجابية نحو الوحدة العربية المنشودة، وإسهاماً في صيانة الأمن والسلام وفقاً لمبادئ ميثاق جامعة الدول العربية وميثاق الأمم المتحدة.

## ممثلو دول الاتفاقية
الملك حسين ورئيس وزرائه سليمان النابلسي، والملك سعود بن عبد العزيز، ورئيس الحكومة السورية صبري العسلي، والرئيس جمال عبد الناصر.

## نص الاتفاقية
تم الاتفاق على:
مادة 2 – تساهم حكومات الجمهورية السورية والمملكة السعودية والجمهورية المصرية في المصروفات اللازمة لحكومة الأردن للقيام بالتزاماتها استجابة لسياسة التعاون والتضامن من أجل تدعيم الوجود العربي وذلك بمبلغ 12,500,000 جنيه مصري أو ما يساويه.
مادة 3 – تكرس المملكة الهاشمية الأردنية المعونة العربية المقدمة للأردن للقوات الأردنية المسلحة ورجال الحرس الوطني. 

## وصلات خارجية
- نص الاتفاقية.